# Тимофеев, Сергей Иванович
Серге́й Ива́нович Тимофе́ев (род. 18 июля 1955, деревня Клин, Кировского сельсовета Боровичского района Новгородской области — 13 сентября 1994, Москва) — советский и российский криминальный авторитет, основатель и главарь Ореховской ОПГ, возникшей в Москве в 1986 году. Известен своим непримиримым отношением к кавказским преступным группировкам.

## Биография
Сергей Тимофеев родился 18 июля 1955 года в деревне Клин Боровичского (в 1963—1965 гг. Боровичского сельского района) района Новгородской области. По национальности русский. Учился в средней школе в деревне Филистово (у реки Уверь), где, ещё будучи школьником, работал трактористом в колхозе. Увлекался спортом: занимался гантелями, гирями и упражнялся на турнике. В 1973 году был призван в армию. По одним данным, Тимофеев служил в Москве, в элитном Кремлёвском полку; по другим данным — в спортроте. 
В 1975 году Тимофеев вместе со своим одноклассником окончательно перебрался в Москву, жил в общежитии в районе Орехово-Борисово и работал в управлении механизации.
В Москве Тимофеев увлёкся рукопашным боем и стал спортивным инструктором в управлении жилищно-коммунального хозяйства Главмосстроя. Вскоре Тимофеев женился и поселился на Шипиловской улице. Тимофеев продолжал совершенствовать физическую подготовку, проводил тренировки по карате в помещении СПТУ-168 по адресу: Москва, Шипиловская улица 37 корпус 1, в котором он официально числился слесарем и одновременно занимался частным извозом, но это не приносило ему желаемых доходов. В середине 1980-х годов Тимофеев связался со шпаной из Орехова и начал заниматься напёрстничеством. В июле 1989 года Тимофеев был задержан сотрудниками МУРа после конфликта бригады наперсточников с представителями азербайджанской диаспоры у магазина «Белград» в Москве. Однако, несмотря на требования руководства МУРа найти повод для возбуждения уголовного дела в отношении Тимофеева, следователь Владимир Новиков, опираясь на фактические материалы дела, принял решение освободить Тимофеева. Позднее Тимофеев подчинил себе всех частных напёрсточников, извозчиков и автоугонщиков на южной окраине Москвы. Постепенно Тимофеев приобретал всё большее влияние среди шпаны, активную помощь в этом ему оказывал его младший брат, «Иваныч-младший», впоследствии взявший на себя руководство частью группировки.
После выхода горбачёвского закона «О кооперации» Тимофеев создал свою группировку, костяк которой составляли бывшие молодые спортсмены. Основным их занятием стал рэкет. Уже в то время бригада Тимофеева, который получил прозвище Сильвестр, стала конфликтовать с чеченцами из-за рынка в Южном порту, но особо серьёзных столкновений между ними не было. Для борьбы с кавказцами Сильвестр познакомился с лидером Солнцевской ОПГ Сергеем Михайловым (Михась), и какое-то время Тимофеев и Михайлов работали вместе. 
В 1989 году Сергей Тимофеев, Сергей Михайлов, Виктор Аверин (Авера-Старший) и Евгений Люстарнов (Люстрик) были арестованы по обвинению в вымогательстве денег у кооператива «Фонд». Но обвинение не смогло доказать наличие коллективного сговора, и за решётку отправился один Тимофеев, который был приговорён к трём годам лишения свободы в колонии усиленного режима. Свой срок Сильвестр отсидел в Бутырской тюрьме и вышел на свободу в 1991 году. Также некоторые источники сообщали, что последнюю часть срока после приговора Тимофеев провел в исправительно-трудовой колонии № 1 в Тверской области, откуда был освобождён 3 сентября 1992 года.
Освободившись, Сильвестр сумел создать единую криминальную структуру, объединив под своей властью мелкие банды, действовавшие в столичном районе Орехово-Борисово. За короткий период Тимофеев обложил данью все крупные организации и предприятия на юге Москвы, а также множество кафе, ресторанов, ночных клубов, индивидуальных предпринимателей. Ореховская ОПГ постоянно отвоёвывала территории у других банд, что приводило к затяжным криминальным войнам. 
По некоторым сведениям, в то время несколько «славянских» воров предложили Сильвестру стать вором в законе, однако по неизвестной причине он отказался. Чуть позже Сильвестр обзавёлся влиятельными знакомствами, которые помогли ему быстро подняться к вершинам уголовной иерархии. Он дружил с влиятельными ворами в законе и авторитетами: Росписью, Япончиком, Петриком, Джамалом, Цирулем, Отари Квантришвили, Михасем. Одно время «ореховская» группировка даже объединилась с «солнцевской», чтобы эффективнее противостоять другим этническим группировкам в Москве.
В решении конфликтов Тимофеев порой прибегал к помощи «измайловцев», «гольяновцев», «таганцев», «перовцев». Тимофеев также имел связи с екатеринбургскими группировками, которые в обмен на долю в доходах от аэропорта «Домодедово» уступили ему часть уральского бизнеса, в том числе и акции некоторых крупнейших приватизированных металлургических предприятий.
В 1992 году Тимофеев женился на Ольге Жлобинской и получил гражданство Израиля. Позднее Ольга Жлобинская возглавила «Московский торговый банк», где в 1994 году коммерческая структура Бориса Березовского «Автомобильный Всероссийский альянс» разместила денежные средства. Банк задержал выплату денег Березовскому. 
К 1994 году Сильвестр вступил в конфликт со значительной частью других группировок Москвы, в том числе этнических. Он один за другим брал под свой контроль банки, устраняя всех, кто вставал на его пути. Тимофеев также интересовался нефтяным бизнесом, из-за чего у него возник конфликт с главой Партии спортсменов России Отари Квантришвили. Они не поделили Туапсинский НПЗ (нефтеперерабатывающий завод), и 5 апреля 1994 года Квантришвили был застрелен снайпером. Это громкое убийство организовали по приказу Сильвестра лидер Медведковской ОПГ Григорий Гусятинский (Гриня) и Сергей Буторин (Ося), а выполнил Алексей Шерстобитов (Лёша-Солдат).
В начале 1993 года у Тимофеева возникли разногласия с известным ставленником кавказского криминала, вором в законе «Глобусом» (одним из лидеров Бауманской ОПГ) за право контролировать клуб «Арлекино» (возможно, этот клуб — лишь формальная причина, за которой скрывался очередной виток противостояния кавказских и славянских группировок). Сильвестр решил устранить Глобуса и привлёк незамеченную в московских разборках Курганскую ОПГ, в частности, их профессионального киллера Александра Солоника. В ночь с 9 на 10 апреля 1993 года Глобус был застрелен Солоником при выходе из дискотеки «ЛИС'С» на Олимпийском проспекте. Вечером 17 января 1994 года недалеко от стрелкового клуба на Волоколамском шоссе известный ореховский боевик Сергей Ананьевский (Культик), которого прикрывал Солоник, обстрелял автомобиль «Ford», в котором погиб криминальный авторитет Владислав Ваннер по прозвищу Бобон, правая рука Глобуса.
Летом 1993 года (по другой версии — летом 1994 года) Сильвестр летал в США, где встречался с Япончиком. Тот якобы дал добро Тимофееву на управление всей Москвой. Впрочем, эти сведения многими опровергаются. Журнал «Огонёк» № 18 от 05.05.1997 напечатал статью известного журналиста и автора «Бандитского Петербурга» Андрея Константинова, который написал следующее: «В июле 1994 года у Иванькова возникли разногласия с Сергеем Ивановичем Тимофеевым (Сильвестром), который возглавлял „Ореховскую“ группировку и контролировал значительную часть торговли наркотиками в Москве. Конфликт возник после несостоявшейся сделки, когда Тимофеев обвинил сына Иванькова Эдика в присвоении трёхсот тысяч долларов». В газете «Коммерсантъ» от 01.02.1997 приводятся те же сведения: «Примерно в июле 1994 года интересы Иванькова столкнулись с интересами Сергея Тимофеева (Сильвестр), который возглавлял ореховскую группировку и контролировал торговлю наркотиками в большей части Москвы. Тимофеев обвинил сына Иванькова Эдика в том, что тот ему „недодал“ 300 тысяч $». В 2014 году бывший участник ОПГ, действовавшей в США, Украине и России Леонид Ройтман в интервью сообщил, что Тимофеев был в США и у него состоялся очень «плохой» разговор с Иваньковым, после чего было принято решение об убийстве Тимофеева, однако в ключевой момент, который имел место в Филадельфии, Ройтман остановил Иванькова, так как на улице рядом с Тимофеевым, который был вместе с Семёном Могилевичем, он увидел агентов ФБР. Кроме того, Ройтман отметил в интервью, что Тимофеев убирал людей, которые были близки Иванькову, в частности, вора в законе Никифирова (Калину), чтобы в конце концов добраться до самого Иванькова.
7 июня 1994 года на Новокузнецкой улице у здания «ЛогоВАЗа» был взорван заминированный автомобиль как раз в тот момент, когда рядом проезжал Березовский. В результате взрыва погиб водитель Березовского, а он сам получил ранения. Покушение на Березовского вызвало резонанс в СМИ, президент Ельцин заявил о «криминальном беспределе в России», и вскоре «Московский торговый банк» вернул средства Березовскому. 
14 июня 1994 года Ольга Жлобинская и несколько человек из преступной группировки Тимофеева были задержаны московским РУБОПом. 
17 июня была взорвана бомба в офисе «Объединённого банка», основным акционером которого являлся «ЛогоВаз».
По некоторым сведениям, перед гибелью в сентябре 1994 года «бригада» Сильвестра насчитывала не менее 80 бойцов.

## Гибель
13 сентября 1994 года в 19:00 Тимофеев погиб при взрыве в автомобиле Mercedes-Benz 600SEC («шестисотый», небронированное купе), владельцем которого был предприниматель Андрей Бокарев — возле здания «Чара-банка» на 3-я Тверской-Ямской улице в Москве (у дома № 46) сработало радиоуправляемое устройство.  По мнению одного из ближайших сподвижников Сильвестра, бомба могла быть заложена в машину, когда она находилась на  автомойке. По оценкам специалистов ФСБ, масса тротилового заряда, прикреплённого магнитом к днищу автомобиля, равнялась 400 граммам. Взрыв произошёл после того, как Сильвестр сел в машину и начал разговаривать по телефону. Корпус сотового телефона отбросило взрывной волной на 11 метров.
Убийство Сильвестра нанесло колоссальный удар по всей Ореховской ОПГ. Никто тогда точно не знал, кто мог совершить убийство, так как у Сильвестра было много врагов. Некоторые источники утверждают, что Сильвестра «заказал» сам Япончик или «свои». Также немало слухов ходило, что Сильвестра ликвидировала «Белая стрела». В 2011 году экстрадированный из Испании телохранитель «Оси» Марат Полянский указал на Буторина как на главного заказчика убийства Сильвестра. Однако в приговоре Сергею Буторину и Марату Полянскому нет ни слова об эпизоде взрыва автомобиля Тимофеева, в связи с чем не имеется юридических оснований утверждать, что за убийством Тимофеева стоит Буторин. 
17 сентября 1994 года отпевание Сергея Тимофеева проходило  в Переделкинской церкви, похороны состоялись на Хованском кладбище в Москве.
У Сергея Тимофеева остались сын и дочь.
Сведения о младшем брате Тимофеева обрываются в конце 2008 года. Согласно протоколам, младший брат Сильвестра погиб в результате пожара в квартире на Ленинском проспекте в Москве.
В 2014 году состоялось интервью вдовы Сергея Тимофеева — Любови Тимофеевой, которая передала журналистам неизвестные ранее фотографии супруга и поделилась своими воспоминаниями о нём.

## В массовой культуре
- Документальные фильмы Вахтанга Микеладзе «Чикаго на Борисовских прудах» и «Чёрная метка Сильвестра» из цикла «Документальный детектив».
- Документальный фильм «Не дожившие до пожизненного заключения» (3 серии) из цикла Вахтанга Микеладзе «Приговорённые пожизненно».
- Тимофеев стал прообразом ряда киногероев, среди которых «Рокки» из сериала «Ледниковый период» (актёр Игорь Лифанов) и «Сильвер» из сериала «Банды» (актёр Тагир Рахимов).
- Сильвестр также считается одним из прототипов Саши Белого, главного героя телесериала «Бригада», роль которого исполнил Сергей Безруков[источник не указан 601 день].
- В сериале «Рикошет» (2019, 2022) бывший лидер ОПГ Артём Волков (актёр Александр Устюгов) в одной серии сравнивает себя с Сашей Белым, так что можно считать, что Сильвестр частично стал прототипом и Артема Волкова, а его вражда с Седым в период с 1990-е годы по настоящее время похожа на вражду Сильвестра и Япончика.
- В сериале «Тень Чикатило» упоминается убийство Сильвестра. Героя ленты полковника Александра Семёновича Ковалёва срочно вызывают из Ангарска в Москву, так как после убийства Тимофеева есть огромная угроза войны между группировками.